# System Takhtajana
System Takhtajana, system Tachtadżiana – system klasyfikacji roślin okrytonasiennych. Został opracowany przez rosyjsko-ormiańskiego botanika Armena Tachtadżiana (1910-2009). System jest rozwijany od lat 50. XX w. W 1954 ukazała się pierwsza jego publikacja w języku rosyjskim, w 1958 w angielskim, rozwinięcie w języku rosyjskim 1959 i 1966 oraz w angielskim, które spopularyzowało system w 1969. Publikacje uzupełniające i zmieniające system ukazywały się kolejno w 1980, 1983, 1986 i 1987 (Systema Magnoliophytorum). W 1997 ukazała się aktualizacja systemu (Diversity and Classification of Flowering Plants) i w końcu ostatnia wersja opublikowana została w roku jego śmierci – w 2009 (Flowering Plants).
System Tachtadżiana ujmuje rośliny okrytonasienne jako gromadę Magnoliophyta, z dwiema klasami: Magnoliopsida (dwuliścienne, 11 podklas) i Liliopsida (jednoliścienne, 6 podklas). System obejmuje 128 rzędów dwuliściennych i 38 jednoliściennych i odpowiednio 429 i 104 rodziny. Przypomina system Cronquista, jest jednak nieco bardziej złożony na wyższych poziomach taksonomicznych. W ostatniej wersji systemu (2009) autor zmniejszył liczbę podklas do ośmiu dla dwuliściennych i czterech dla jednoliściennych.

## Klasyfikacja

### Podział na podklasy
Gromada: Magnoliophyta – okrytonasienne
- Klasa: Magnoliopsida – dwuliścienne
  - Podklasa: Magnoliidae
  - Podklasa: Nymphaeidae
  - Podklasa: Nelumbonidae
  - Podklasa: Ranunculidae
  - Podklasa: Caryophyllidae
  - Podklasa: Hamamelididae
  - Podklasa: Dilleniidae
  - Podklasa: Rosidae
  - Podklasa: Cornidae
  - Podklasa: Asteridae
  - Podklasa: Lamiidae
- Klasa: Liliopsida – jednoliścienne
  - Podklasa: Liliidae
  - Podklasa: Commelinidae
  - Podklasa: Arecidae
  - Podklasa: Alismatidae
  - Podklasa: Triurididae
  - Podklasa: Aridae

### Podział szczegółowy

#### Klasa:Magnoliopsida–dwuliścienne

##### Podklasa:Magnoliidae
- - Nadrząd: Magnolianae
    - Rząd: Magnoliales
      - Rodzina: Degeneriaceae
      - Himantandraceae
      - Magnoliaceae

    - Winterales
      - Winteraceae

    - Canellales
      - Canellaceae

    - Illiciales
      - Illiciaceae
      - Schisandraceae

    - Austrobaileyales
      - Austrobaileyaceae

    - Eupomatiales
      - Eupomatiaceae

    - Annonales
      - Annonaceae

    - Myristicales
      - Myristicaceae

    - Aristolochiales
      - Aristolochiaceae

  - Lactoridanae
    - Lactoridales
      - Lactoridaceae

  - Piperanae
    - Piperales
      - Saururaceae
      - Piperaceae
      - Peperomiaceae

  - Lauranae
    - Laurales
      - Amborellaceae
      - Trimeniaceae
      - Monimiaceae
      - Gomortegaceae
      - Hernandiaceae
      - Lauraceae

    - Calycanthales
      - Calycanthaceae
      - Idiospermaceae

    - Chloranthales
      - Chloranthaceae

  - Rafflesianae
    - Hydnorales
      - Hydnoraceae

    - Rafflesiales
      - Apodanthaceae
      - Mitrastemonaceae
      - Rafflesiaceae
      - Cytinaceae

  - Balanophoranae
    - Cynomoriales
      - Cynomoriaceae

    - Balanophorales
      - Mystropetalaceae
      - Dactylanthaceae
      - Lophophytaceae
      - Sarcophytaceae
      - Scybaliaceae
      - Heloseaceae
      - Langsdorffiaceae
      - Balanophoraceae

##### Podklasa:Nymphaeidae
- - Nymphaeanae
    - Hydropeltidales
      - Hydropeltidaceae
      - Cabombaceae

    - Nymphaeales
      - Nupharaceae
      - Nymphaeaceae
      - Barclayaceae

  - Ceratophyllanae
    - Ceratophyllales
      - Ceratophyllaceae

##### Podklasa:Nelumbonidae
- - Nelumbonanae
    - Nelumbonales
      - Nelumbonaceae

##### Podklasa:Ranunculidae
- - Ranunculanae
    - Lardizabales
      - Lardizabalaceae
      - Sargentodoxaceae

    - Menispermales
      - Menispermaceae

    - Berberidales
      - Nandinaceae
      - Berberidaceae
      - Ranzaniaceae
      - Podophyllaceae

    - Ranunculales
      - Ranunculaceae

    - Circaeasterales
      - Kingdoniaceae
      - Circaeasteraceae

    - Hydrastidales
      - Hydrastidaceae

    - Glaucidiales
      - Glaucidiaceae

    - Paeoniales
      - Paeoniaceae

    - Papaverales
      - Papaveraceae
      - Pteridophyllaceae
      - Hypecoaceae
      - Fumariaceae

##### Podklasa:Caryophyllidae
- - Caryophyllanae
    - Caryophyllales
      - Phytolaccaceae
      - Gisekiaceae
      - Agdestidaceae
      - Barbeuiaceae
      - Achatocarpaceae
      - Petiveriaceae
      - Nyctaginaceae
      - Aizoaceae
      - Sesuviaceae
      - Tetragoniaceae
      - Stegnospermataceae
      - Portulacaceae
      - Hectorellaceae
      - Basellaceae
      - Halophytaceae
      - Cactaceae
      - Didiereaceae
      - Molluginaceae
      - Caryophyllaceae
      - Amaranthaceae
      - Chenopodiaceae

  - Gyrostemonanae
    - Gyrostemonales
      - Gyrostemonaceae

  - Polygonanae
    - Polygonales
      - Polygonaceae

  - Plumbaginanae
    - Plumbaginales
      - Plumbaginaceae

##### Podklasa:Hamamelididae
- - Trochodendranae
    - Trochodendrales
      - Trochodendraceae
      - Tetracentraceae

    - Cercidiphyllales
      - Cercidiphyllaceae

    - Eupteleales
      - Eupteleaceae

  - Myrothamnanae
    - Myrothamnales
      - Myrothamnaceae

  - Hamamelidanae
    - Hamamelidales
      - Hamamelidaceae
      - Altingiaceae
      - Platanaceae

  - Barbeyanae
    - Barbeyales
      - Barbeyaceae

  - Daphniphyllanae
    - Daphniphllales
      - Daphniphyllaceae

    - Balanopales
      - Balanopaceae

  - Buxanae
    - Didymelales
      - Didymelaceae

    - Buxales
      - Buxaceae

    - Simmondsiales
      - Simmondsiaceae

  - Faganae
    - Fagales
      - Fagaceae
      - Nothofagaceae

    - Corylales
      - Betulaceae
      - Corylaceae
      - Ticodendraceae

  - Casuarinanae
    - Casuarinales
      - Casuarinaceae

  - Juglandanae
    - Myricales
      - Myricaceae

    - Rhoipteleales
      - Rhoipteleaceae

    - Juglandales
      - Juglandaceae

##### Podklasa:Dilleniidae
- - Dillenianae
    - Dilleniales
      - Dilleniaceae

  - Theanae
    - Paracryphiales
      - Paracryphiaceae

    - Theales
      - Stachyuraceae
      - Theaceae
      - Asteropeiaceae
      - Pentaphylacaceae
      - Tetrameristaceae
      - Oncothecaceae
      - Marcgraviaceae
      - Caryocaraceae
      - Pellicieraceae

    - Hypericales
      - Bonnetiaceae
      - Clusiaceae
      - Hypericaceae

    - Physenales
      - Physenaceae

    - Medusagynales
      - Medusagynaceae

    - Ochnales
      - Strasburgeriaceae
      - Ochnaceae
      - Sauvagesiaceae
      - Lophiraceae
      - Quiinaceae
      - Scytopetalaceae

    - Elatinales
      - Elatinaceae

    - Ancistrocladales
      - Ancistrocladaceae

    - Dioncophyllales
      - Dioncophyllaceae

    - Lecythidales
      - Barringtoniaceae
      - Lecythidaceae
      - Napoleonaeaceae
      - Foetidiaceae
      - Asteranthaceae

  - Sarracenianae
    - Sarraceniales
      - Sarraceniaceae

  - Nepenthanae
    - Nepenthales
      - Nepenthaceae

    - Droserales
      - Droseraceae

  - Ericanae
    - Actinidiales
      - Actinidiaceae

    - Ericales
      - Clethraceae
      - Cyrillaceae
      - Ericaceae
      - Epacridaceae
      - Empetraceae

    - Diapensiales
      - Diapensiaceae

    - Bruniales
      - Bruniaceae
      - Grubbiaceae

    - Geissolomatales
      - Geissolomataceae

    - Fouquieriales
      - Fouquieriaceae

  - Primulanae
    - Styracales
      - Styracaceae
      - Symplocaceae
      - Ebenaceae
      - Lissocarpaceae

    - Sapotales
      - Sapotaceae

    - Myrsinales
      - Myrsinaceae
      - Theophrastaceae

    - Primulales
      - Primulaceae

  - Violanae
    - Violales
      - Berberidopsidaceae
      - Aphloiaceae
      - Bembiciaceae
      - Flacourtiaceae
      - Lacistemataceae
      - Peridiscaceae
      - Violaceae
      - Dipentodontaceae
      - Scyphostegiaceae

    - Passiflorales
      - Passifloraceae
      - Turneraceae
      - Malesherbiaceae
      - Achariaceae

    - Caricales
      - Caricaceae

    - Salicales
      - Salicaceae

    - Tamaricales
      - Reaurmuriaceae
      - Tamaricaceae
      - Frankeniaceae

    - Cucurbitales
      - Cucurbitaceae

    - Begoniales
      - Datiscaceae
      - Tetramelaceae
      - Begoniaceae

    - Capparales
      - Capparaceae
      - Pentadiplandraceae
      - Koeberliniaceae
      - Brassicaceae
      - Tovariaceae
      - Resedaceae

    - Moringales
      - Moringaceae

    - Batales
      - Bataceae

  - Malvanae
    - Cistales
      - Bixaceae
      - Cochlospermaceae
      - Cistaceae

    - Elaeocarpales
      - Elaeocarpaceae

    - Malvales
      - Tiliaceae
      - Dirachmaceae
      - Monotaceae
      - Dipterocarpaceae
      - Sarcolaenaceae
      - Plagiopteraceae
      - Huaceae
      - Sterculiaceae
      - Diegodendraceae
      - Sphaerosepalaceae
      - Bombacaceae
      - Malvaceae

  - Urticanae
    - Urticales
      - Ulmaceae
      - Moraceae
      - Cannabaceae
      - Cecropiaceae
      - Urticaceae

  - Euphorbianae
    - Euphorbiales
      - Euphorbiaceae
      - Pandaceae
      - Aextoxicaceae
      - Dichapetalaceae

    - Thymelaeales
      - Gonystylaceae
      - Thymelaeaceae

##### Podklasa:Rosidae
- Saxifraganae
  - Cunoniales
    - Cunoniaceae
    - Davidsoniaceae
    - Eucryphiaceae
    - Brunelliaceae

  - Saxifragales
    - Tetracarpaeaceae
    - Penthoraceae
    - Crassulaceae
    - Saxifragaceae
    - Grossulariaceae
    - Pterostemonaceae
    - Iteaceae
    - Eremosynaceae
    - Vahliaceae

  - Cephalotales
    - Cephalotaceae

  - Greyiales
    - Greyiaceae

  - Francoales
    - Francoaceae

  - Haloragales
    - Haloragaceae

  - Podostemales
    - Podostemaceae

  - Gunnerales
    - Gunneraceae
- Rosanae
  - Rosales
    - Rosaceae
    - Neuradaceae

  - Crossosomatales
    - Crossosomataceae

  - Chrysobalanales
    - Chrysobalanaceae
- Rhizophoranae
  - Anisophylleales
    - Anisophylleaceae

  - Rhizophorales
    - Rhizophoraceae
- Myrtanae
  - Myrtales
    - Alzateaceae
    - Rhynchocalycaceae
    - Penaeaceae
    - Oliniaceae
    - Combretaceae
    - Crypteroniaceae
    - Memecylaceae
    - Melastomataceae
    - Lythraceae
    - Punicaceae
    - Duabangaceae
    - Sonneratiaceae
    - Onagraceae
    - Trapaceae
    - Psiloxylaceae
    - Heteropyxidaceae
    - Myrtaceae
- Fabanae
  - Fabales
    - Fabaceae
- Rutanae
  - Sapindales
    - Staphyleaceae
    - Tapisciaceae
    - Melianthaceae
    - Sapindaceae
    - Hippocastanaceae
    - Aceraceae
    - Bretschneideraceae
    - Akaniaceae

  - Tropaeolales
    - Tropaeolaceae

  - Sabiales
    - Sabiaceae
    - Meliosmaceae

  - Connarales
    - Connaraceae

  - Rutales
    - Rutaceae
    - Rhabdodendraceae
    - Cneoraceae
    - Simaroubaceae
    - Surianaceae
    - Irvingiaceae
    - Kirkiaceae
    - Ptaeroxylaceae
    - Tepuianthaceae
    - Meliaceae

  - Leitneriales
    - Leitneriaceae

  - Coriariales
    - Coriariaceae

  - Burserales
    - Burseraceae
    - Anacardiaceae
    - Podoaceae
- Geranianae
  - Linales
    - Hugoniaceae
    - Linaceae
    - Ctenolophonaceae
    - Ixonanthaceae
    - Humiriaceae
    - Erythroxylaceae
    - Oxalidales
    - Oxalidaceae
    - Lepidobotryaceae
    - Geraniales
    - Hypseocharitaceae
    - Vivianiaceae
    - Geraniaceae
    - Ledocarpaceae
    - Rhynchothecaceae

  - Biebersteiniales
    - Biebersteiniaceae

  - Balsaminales
    - Balsaminaceae

  - Zygophyllales
    - Zygophyllaceae
    - Peganaceae
    - Balanitaceae
    - Nitrariaceae
    - Tetradiclidaceae

  - Vochysiales
    - Malpighiaceae
    - Trigoniaceae
    - Vochysiaceae
    - Tremandraceae
    - Krameriaceae

  - Polygalales
    - Polygalaceae
    - Xanthophyllaceae
    - Emblingiaceae
- Corynocarpanae
  - Corynocarpales
    - Corynocarpaceae
- Celastranae
  - Brexiales
    - Ixerbaceae
    - Brexiaceae
    - Rousseaceae

  - Parnassiales
    - Parnassiaceae
    - Lepuropetalaceae

  - Celastrales
    - Goupiaceae
    - Celastraceae
    - Lophopyxidaceae
    - Stackhousiaceae

  - Salvadorales
    - Salvadoraceae

  - Icacinales
    - Aquifoliaceae
    - Phellinaceae
    - Icacinaceae
    - Sphenostemonaceae

  - Metteniusales
    - Metteniusaceae

  - Cardiopteridales
    - Cardiopteridaceae
- Santalanae
  - Medusandrales
    - Medusandraceae

  - Santalales
    - Olacaceae
    - Opiliaceae
    - Aptandraceae
    - Octoknemaceae
    - Santalaceae
    - Misodendraceae
    - Loranthaceae
    - Viscaceae
    - Eremolepidaceae
- Rhamnanae
  - Rhamnales
    - Rhamnaceae

  - Elaeagnales
    - Elaeagnaceae
- Proteanae
  - Proteales
    - Proteaceae
- Vitanae
  - Vitales
    - Vitaceae
    - Leeaceae

##### Podklasa:Cornidae
- Cornanae
  - Hydrangeales
    - Escalloniaceae
    - Hydrangeaceae
    - Abrophyllaceae
    - Argophyllaceae
    - Corokiaceae
    - Alseuosmiaceae
    - Carpodetaceae
    - Phyllonomaceae
    - Pottingeriaceae
    - Tribelaceae
    - Melanophyllaceae
    - Montiniaceae
    - Kaliphoraceae
    - Columelliaceae

  - Desfontainiales
    - Desfontainiaceae

  - Roridulales
    - Roridulaceae

  - Cornales
    - Davidiaceae
    - Nyssaceae
    - Mastixiaceae
    - Curtisiaceae
    - Cornaceae
    - Alangiaceae

  - Garryales
    - Garryaceae

  - Aucubales
    - Aucubaceae

  - Griseliniales
    - Griseliniaceae

  - Eucommiales
    - Eucommiaceae

  - Aralidiales
    - Aralidiaceae

  - Torricelliales
    - Torricelliaceae
- Aralianae
  - Helwingiales
    - Helwingiaceae

  - Araliales
    - Araliaceae
    - Hydrocotylaceae
    - Apiaceae

  - Pittosporales
    - Pittosporaceae

  - Byblidales
    - Byblidaceae
- Dipsacanae
  - Viburnales
    - Viburnaceae

  - Adoxales
    - Sambucaceae
    - Adoxaceae

  - Dipsacales
    - Caprifoliaceae
    - Valerianaceae
    - Triplostegiaceae
    - Dipsacaceae
    - Morinaceae

##### Podklasa:Asteridae
- Campanulanae
  - Campanulales
    - Pentaphragmataceae
    - Sphenocleaceae
    - Campanulaceae
    - Cyphocarpaceae
    - Nemacladaceae
    - Cyphiaceae
    - Lobeliaceae

  - Goodeniales
    - Brunoniaceae
    - Goodeniaceae

  - Stylidales
    - Donatiaceae
    - Stylidiaceae

  - Menyanthales
    - Menyanthaceae
- Asteranae
  - Calycerales
    - Calyceraceae

  - Asterales
    - Asteraceae

##### Podklasa:Lamiidae
- Gentiananae
  - Gentianales
    - Gelsemiaceae
    - Loganiaceae
    - Strychnaceae
    - Antoniaceae
    - Spigeliaceae
    - Gentianaceae
    - Saccifoliaceae
    - Geniostomaceae
    - Plocospermataceae

  - Rubiales
    - Dialypetalanthaceae
    - Rubiaceae
    - Theligonaceae
    - Carlemanniaceae

  - Apocynales
    - Apocynaceae
- Solananae
  - Solanales
    - Solanaceae
    - Sclerophylacaceae
    - Duckeodendraceae
    - Goetzeaceae

  - Convolvulales
    - Convolvulaceae
    - Cuscutaceae

  - Polemoniales
    - Polemoniaceae

  - Boraginales
    - Hydrophyllaceae
    - Boraginaceae
    - Tetrachondraceae
    - Hoplestigmataceae
    - Lennoaceae

  - Limnanthales
    - Limnanthaceae
- Loasanae
  - Loasales
    - Loasaceae
- Oleanae
  - Oleales
    - Oleaceae
- Lamianae
  - Scrophulariales
    - Buddlejaceae
    - Retziaceae
    - Stilbaceae
    - Scrophulariaceae
    - Oftiaceae
    - Globulariaceae
    - Gesneriaceae
    - Plantaginaceae
    - Bignoniaceae
    - Pedaliaceae
    - Martyniaceae
    - Trapellaceae
    - Myoporaceae
    - Acanthaceae
    - Lentibulariaceae

  - Lamiales
    - Verbenaceae
    - Phrymaceae
    - Cyclocheilaceae
    - Symphoremataceae
    - Avicenniaceae
    - Viticaceae
    - Lamiaceae

  - Callitrichales
    - Callitrichaceae

  - Hydrostachyales
    - Hydrostachyaceae

  - Hippuridales
    - Hippuridaceae

#### Klasa:Liliopsida–jednoliścienne

##### Podklasa:Liliidae
- Lilianae
  - Melanthiales
    - Tofieldiaceae
    - Melanthiaceae
    - Japonoliriaceae
    - Xerophyllaceae
    - Nartheciaceae
    - Heloniadaceae
    - Chionographidaceae

  - Colchicales
    - Tricyrtidaceae
    - Burchardiaceae
    - Uvulariaceae
    - Campynemataceae
    - Scoliopaceae
    - Colchicaceae
    - Calochortaceae

  - Trilliales
    - Trillaceae

  - Liliales
    - Liliaceae
    - Medeolaceae

  - Alstroemeriales
    - Alstroemeriaceae

  - Iridales
    - Isophysidaceae
    - Geosiridaceae
    - Iridaceae

  - Tecophilaeales
    - Ixioliriaceae
    - Lanariaceae
    - Walleriaceae
    - Tecophilaeaceae
    - Cyanastraceae
    - Eriospermaceae

  - Burmanniales
    - Burmanniaceae
    - Thismiaceae
    - Corsiaceae

  - Hypoxidales
    - Hypoxidaceae

  - Orchidales
    - Orchidaceae

  - Amaryllidales
    - Hemerocallidaceae
    - Hyacinthaceae
    - Alliaceae
    - Hesperocallidaceae
    - Hostaceae
    - Agavaceae
    - Amaryllidaceae

  - Asparagales
    - Convallariaceae
    - Ophiopogonaceae
    - Ruscaceae
    - Asparagaceae
    - Dracaenaceae
    - Nolinaceae
    - Blandfordiaceae
    - Herreriaceae
    - Phormiaceae
    - Dianellaceae
    - Doryanthaceae
    - Asteliaceae
    - Asphodelaceae
    - Aloaceae
    - Anthericaceae
    - Aphyllanthaceae

  - Xanthorrhoeales
    - Baxteriaceae
    - Lomandraceae
    - Dasypogonaceae
    - Calectasiaceae
    - Xanthorrhoeaceae

  - Hanguanales
    - Hanguanaceae
- Dioscoreanae
  - Stemonales
    - Stemonaceae
    - Croomiaceae
    - Pentastemonaceae

  - Smilacales
    - Luzuriagaceae
    - Philesiaceae
    - Rhipogonaceae
    - Smilacaceae
    - Petermanniaceae

  - Dioscoreales
    - Stenomeridaceae
    - Trichopodaceae
    - Avetraceae
    - Dioscoreaceae

  - Taccales
    - Taccaceae

##### Podklasa:Commelinidae
- Bromelianae
  - Bromeliales
    - Bromeliaceae

  - Velloziales
    - Velloziaceae
- Pontederianae
  - Philydrales
    - Philydraceae

  - Pontederiales
    - Pontederiaceae

  - Haemodorales
    - Haemodoraceae
    - Conostylidaceae
- Zingiberanae
  - Musales
    - Strelitziaceae
    - Musaceae
    - Heliconiaceae

  - Lowiales
    - Lowiaceae

  - Zingiberales
    - Zingiberaceae
    - Costaceae

  - Cannales
    - Cannaceae
    - Marantaceae
- Commelinanae
  - Commelinales
    - Commelinaceae

  - Mayacales
    - Mayacaceae

  - Xyridales
    - Xyridaceae

  - Rapateales
    - Rapateaceae

  - Eriocaulales
    - Eriocaulaceae
- Hydatellanae
  - Hydatellales
    - Hydatellaceae
- Juncanae
  - Juncales
    - Juncaceae
    - Thurniaceae

  - Cyperales
    - Cyperaceae
- Poanae
  - Flagellariales
    - Flagellariaceae

  - Restionales
    - Joinvilleaceae
    - Restionaceae
    - Anarthriaceae
    - Ecdeiocoleaceae

  - Centrolepidales
    - Centrolepidaceae

  - Poales
    - Poaceae

##### Podklasa:Arecidae
- Arecanae
  - Arecales
    - Arecaceae

##### Podklasa:Alismatidae
- Alismatane
  - Butomales
    - Butomaceae

  - Hydrocharitales
    - Hydrocharitaceae
    - Thalassiaceae
    - Halophilaceae

  - Najadales
    - Najadaceae

  - Alismatales
    - Limnocharitaceae
    - Alismataceae

  - Aponogetonales
    - Aponogetonaceae

  - Jucaginales
    - Scheuchzeriaceae

  - Juncaginales
    - Juncaginaceae
    - Lilaeaceae
    - Maundiaceae

  - Potamogetonales
    - Potamogetonaceae
    - Ruppiaceae

  - Posidoniales
    - Posidoniaceae

  - Cymodoceales
    - Zannichelliaceae
    - Cymodoceaceae

  - Zosterales
    - Zosteraceae

##### Podklasa:Triurididae
- Triuridanae
  - Petrosaviales
    - Petrosaviaceae

  - Triuridales
    - Triuridaceae

##### Podklasa:Aridae
- Aranae
  - Arales
    - Araceae
    - Pistiaceae
    - Lemnaceae

  - Acorales
    - Acoraceae
- Cyclanthanae
  - Cyclanthales
    - Cyclanthaceae
- Pandananae
  - Pandanales
    - Pandanaceae
- Typhanae
  - Typhales
    - Sparganiaceae
    - Typhaceae

## Literatura
- Armen Takhtajan. Outline of the classification of flowering plants (Magnoliophyta). „Botanical Review”. 1980. 46. s. 225-359.
- Armen Takhtajan: Diversity and Classification of Flowering Plants. New York: Columbia University Press, 1997. ISBN 0-231-10098-1. Brak numerów stron w książce